# تکملةالاصناف
تکملةالاصناف از فرهنگ‌های عربی-فارسی از قرن ششم هجری است. مؤلف این فرهنگ لغت، ادیب کرمینی نام دارد.
نخستین بار احمد منزوی تنها نسخهٔ شناسایی شده از تکلمة الاصناف را که در کتابخانهٔ گنج‌بخش پاکستان نگهداری می‌شود، بدون ذکر اطلاعی از مؤلف یا زمان حیات وی معرفی کرد.
زمانی که این نسخه در سال ۱۳۶۳ به صورت نسخه‌برگردان منتشر شد، مقدمهٔ اکبر ثبوت، مدیر وقت «مرکز تحقیقات فارسی ایران و پاکستان» حاوی اطلاعات بیشتری در باب مؤلف کتاب بود.
دربارهٔ «ادیب کرمینی» (درگذشته در ۱۳ صفر ۵۵۶) ادیب و لغت‌شناس سدهٔ ششم هجری تاکنون آگاهی‌های اندکی در دست بوده است و بیشتر پژوهشگران عمدتاً بر اطلاعات موجود در تنها نسخهٔ شناسایی شدهٔ کتاب تکملةالاصناف و یک مأخذ جنبی دیگر تکیه داشته‌اند، اما با جست‌وجو در مآخذ دیگر، آگاهی‌های بیشتری از او به دست آمده‌است.